# Parti Comorien pour la Démocratie et le Progrès
Die Parti Comorien pour la Démocratie et le Progrès (PCDP, engl.: Comorian Party for Democracy and Progress) war eine politische Partei im Inselstaat Komoren.

## Geschichte
Die Partei von Ali Mroudjaé ging im November 1991 erstmals in die Opposition. Sie errang drei Sitze in den Parlamentswahlen 1992. Nach den vorgezogenen Wahlen 1993 erhielt sie jedoch nur noch einen Sitz.
Mroudjaé war Kandidat für die Präsidentschaftswahlen 2002, wo er nur 4 % der Stimmen erhielt und auf den achten von neun Plätzen kam. Im Zuge der Parlamentswahlen 2004 verbündete sich die Partei mit der Allianz Camp des Îles Autonomes in Opposition zu Azali. Die Allianz errang 12 von den 18 direkten Mandaten und alle 15 indirekt gewählten Sitze.
Die Partei nominierte Loutfi Soulaimane als Kandidaten für die Präsidentschaftswahlen 2006. Er erhielt nur 2 % der Stimmen.